# Discografia di Shakira
La discografia di Shakira, cantante pop latino colombiana, consiste di dodici album in studio, quattro album dal vivo, due raccolte, due EP, oltre cinquanta singoli ed oltre sessanta videoclip.
Le varie pubblicazioni sono state distribuite sotto diverse etichette discografiche, tra cui la Columbia Records (1996-2001), Epic Records (2001-2010), RCA Records (2014-2016) e dal 2017 sotto la Sony Music Latin. Dall'inizio della carriera ha venduto oltre 75 milioni di copie tra singoli e album in tutto il mondo, divenendo l'artista colombiana di maggior successo a livello internazionale.
Al 2020 è l'unica artista sudamericana ad aver esordito alla prima posizione della ARIA Charts australiana, della Official Singles Chart britannica e della Billboard Hot 100 statunitense, grazie ai singoli e collaborazioni di successo Whenever, Wherever, Waka Waka (This Time for Africa), Hips Don't Lie, e la collaborazione con Beyoncé, Beautiful Liar.

## Album

### Album in studio
| Anno                                                                          | Titolo | Classifiche | Classifiche | Classifiche | Classifiche | Classifiche | Classifiche | Classifiche | Classifiche | Classifiche | Classifiche | Classifiche | Classifiche | Classifiche | Classifiche | Classifiche | Certificazioni |
| Anno                                                                          | Titolo | USA         | USA Lat.    | AUS         | AUT         | GER         | ITA         | NLD         | SPA         | SWI         | UK          | FRA         | POR         | MEX         | ARG         | CAN         | Certificazioni |
| ----------------------------------------------------------------------------- | --- | ----------- | ----------- | ----------- | ----------- | ----------- | ----------- | ----------- | ----------- | ----------- | ----------- | ----------- | ----------- | ----------- | ----------- | ----------- | --- |
| 1991                                                                          | Magia - Pubblicato: 24 giugno 1991 - Etichetta: Sony Colombia - Formati: LP                                                          | —           | —           | —           | —           | —           | —           | —           | —           | —           | —           | —           | —           | —           | —           | —           | |
| 1993                                                                          | Peligro - Pubblicato: 25 marzo 1993 - Etichetta: Sony Colombia - Formati: LP                                                         | —           | —           | —           | —           | —           | —           | —           | —           | —           | —           | —           | —           | —           | —           | —           | |
| 1996                                                                          | Pies descalzos - Pubblicato: 17 febbraio 1996 - Etichetta: Sony Colombia - Formati: CD, LP, MC, download digitale, streaming         | 180         | 5           | —           | —           | 71          | —           | —           | 25          | —           | —           | —           | —           | —           | —           | —           | - ARG: Platino (2) - MEX: Platino - SPA: Platino - USA: Platino |
| 1998                                                                          | ¿Dónde están los ladrones? - Pubblicato: 29 settembre 1998 - Etichetta: Columbia - Formati: CD, LP, MC, download digitale, streaming | 131         | 1           | —           | —           | 79          | —           | 78          | 2           | 7           | —           | —           | —           | —           | —           | —           | - ARG: Platino (5) - MEX: Platino (2) - SPA: Platino - USA: Platino |
| 2001                                                                          | Laundry Service - Pubblicato: 13 novembre 2001 - Etichetta: Columbia, Epic - Formati: CD, LP, MC, download digitale, streaming       | 3           | —           | 1           | 1           | 2           | 2           | 1           | 1           | 1           | 2           | 5           | 11          | —           | —           | 1           | - ARG: Platino (2) - AUS: Platino (6) - CAN: Platino (5) - EUR: Platino (4) - FRA: Platino (2) - GER: Oro (5) - MEX: Platino (2) - SPA: Platino (5) - UK: Platino (2) - USA: Platino (3) |
| 2005                                                                          | Fijación oral vol. 1 - Pubblicato: 3 giugno 2005 - Etichetta: Epic - Formati: CD, LP, MC, download digitale, streaming               | 4           | 1           | 1           | 2           | 1           | 18          | 7           | 1           | 2           | —           | 6           | 8           | 1           | 1           | —           | - ARG: Platino (3) - FRA: Oro - GER: Oro (3) - MEX: Platino (3) - SPA: Platino (3) - USA: Diamante                                                                                       |
| 2005                                                                          | Oral Fixation Vol. 2 - Pubblicato: 28 novembre 2005 - Etichetta: Epic - Formati: CD, LP, MC, download digitale, streaming            | 5           | —           | 9           | 6           | 4           | 6           | 2           | 3           | 3           | 12          | 8           | 2           | 4           | 4           | 3           | - ARG: Platino - AUS: Oro - CAN: Platino (3) - FRA: Platino - GER: Oro (3) - MEX: Platino+Oro - SPA: Platino - UK: Platino - USA: Platino                                                |
| 2009                                                                          | She Wolf - Pubblicato: 9 ottobre 2009 - Etichetta: Epic - Formati: CD, LP, download digitale, streaming                              | 15          | —           | —           | 4           | 3           | 1           | 5           | 2           | 1           | 4           | 7           | 5           | 1           | 1           | 18          | - ARG: Oro - CAN: Oro - GER: Oro - ITA: Platino - MEX: Platino (2) - SPA: Platino - UK: Oro                                                                                              |
| 2010                                                                          | Sale el sol - Pubblicato: 19 ottobre 2010 - Etichetta: Epic - Formati: CD, LP, download digitale, streaming                          | 7           | 1           | —           | 3           | 6           | 1           | 10          | 1           | 2           | —           | 1           | 1           | 2           | 5           | 11          | - ARG: Platino - BRA: Oro - CAN: Platino - COL: Diamante - GER: Platino - ITA: Platino (2) - MEX: Platino (3) - SPA: Platino (2) - USA: Diamante                                         |
| 2014                                                                          | Shakira - Pubblicato: 21 marzo 2014 - Etichetta: RCA, Sony Latin - Formati: CD, LP, download digitale, streaming                     | 2           | —           | 8           | 3           | 5           | 3           | 15          | 2           | 2           | 14          | 6           | 6           | 2           | 6           | 3           | - COL: Diamante - MEX: Oro - SPA: Oro |
| 2017                                                                          | El Dorado - Pubblicato: 26 maggio 2017 - Etichetta: Sony Latin - Formati: CD, LP, download digitale, streaming                       | 15          | 1           | 92          | 10          | 19          | 12          | 20          | 2           | 3           | 54          | 4           | 6           | 3           | 2           | 20          | - BRA: Platino - CAN: Oro - COL: Platino - FRA: Oro - ITA: Oro - MEX: Platino (2) - SPA: Platino - USA: Diamante                                                                         |
| 2024                                                                          | Las mujeres ya no lloran - Pubblicato: 22 marzo 2024 - Etichetta: Sony Latin - Formati: CD, LP, download digitale, streaming         | 13          | 1           | —           | —           | 15          | 27          | 24          | 1           | 4           | —           | —           | 9           | —           | —           | 73          | - CAN: Oro |
| "—" indica una pubblicazione non classificata o non pubblicata in quel Paese. | |             |             |             |             |             |             |             |             |             |             |             |             |             |             |             | |

### Album dal vivo
| Anno                                                                          | Titolo | Classifiche | Classifiche | Classifiche | Classifiche | Classifiche | Classifiche | Classifiche | Classifiche | Classifiche | Certificazioni                                                  |
| Anno                                                                          | Titolo | USA         | USA Lat.    | AUT         | GER         | NLD         | SWI         | ITA         | POR         | SPA         | Certificazioni                                                  |
| ----------------------------------------------------------------------------- | --- | ----------- | ----------- | ----------- | ----------- | ----------- | ----------- | ----------- | ----------- | ----------- | --------------------------------------------------------------- |
| 2000                                                                          | MTV Unplugged - Pubblicato: 29 febbraio 2000 - Etichetta: Columbia Records - Formati: CD+DVD, LP, MC, download digitale, streaming | 124         | 1           | 55          | 91          | 81          | —           | —           | —           | —           | - ARG: Platino - GER: Oro - MEX: Platino (2) - USA: Platino (4) |
| 2004                                                                          | Live & Off the Record - Pubblicato: 30 marzo 2004 - Etichetta: Epic - Formati: CD+DVD, download digitale, streaming                | 45          | —           | 9           | 14          | —           | 20          | —           | 4           | 73          | - FRA: Oro - GER: Oro (3) - MEX: Oro - USA: Oro                 |
| 2007                                                                          | Oral Fixation Tour - Pubblicato: 13 novembre 2007 - Etichetta: Epic - Formati: CD, DVD, BD, download digitale                      | —           | —           | —           | 71          | —           | —           | —           | 5           | —           | - ARG: Platino - MEX: Platino - SPA: Platino (2) - USA: Platino |
| 2011                                                                          | Shakira: Live from Paris - Pubblicato: 6 dicembre 2011 - Etichetta: Epic - Formati: CD, DVD, BD, download digitale, streaming      | —           | 1           | 6           | —           | 43          | 39          | 3           | 25          | 18          | - MEX: Platino                                                  |
| "—" indica una pubblicazione non classificata o non pubblicata in quel Paese. | |             |             |             |             |             |             |             |             |             |                                                                 |

### Raccolte
| Anno                                                                          | Titolo | Classifiche | Classifiche | Classifiche | Classifiche | Classifiche | Classifiche | Classifiche | Classifiche | Classifiche | Certificazioni                                                  |
| Anno                                                                          | Titolo | USA         | USA Lat.    | SPA         | SWI         | POR         | FIN         | SWE         | BEL (Fl.)   | BEL (Wa.)   | Certificazioni                                                  |
| ----------------------------------------------------------------------------- | --- | ----------- | ----------- | ----------- | ----------- | ----------- | ----------- | ----------- | ----------- | ----------- | --------------------------------------------------------------- |
| 1997                                                                          | The Remixes - Pubblicato: 21 ottobre 1997 - Etichetta: Columbia Records - Formati: CD, MC, download digitale, streaming | —           | 21          | —           | —           | —           | —           | —           | —           | —           | - USA: Platino (2)                                              |
| 2002                                                                          | Colección de oro - Pubblicato: 22 gennaio 2002 - Etichetta: Sony Music Columbia - Formati: CD, download digitale        | —           | —           | —           | —           | —           | —           | —           | —           | —           |                                                                 |
| 2002                                                                          | Grandes éxitos - Pubblicato: 5 novembre 2002 - Etichetta: Sony Music Columbia - Formati: CD, download digitale          | 80          | 1           | 36          | 49          | 14          | 18          | 22          | —           | —           | - ARG: Platino - MEX: Platino - SPA: Platino - USA: Platino (2) |
| 2006                                                                          | Oral Fixation Volumes 1&2 - Pubblicato: 5 dicembre 2006 - Etichetta: Epic - Formati: CD+DVD, download digitale          | —           | 27          | 25          | 91          | —           | —           | —           | 47          | 78          |                                                                 |
| "—" indica una pubblicazione non classificata o non pubblicata in quel Paese. | |             |             |             |             |             |             |             |             |             |                                                                 |

## Extended play
| Anno | Titolo                                                                               |
| ---- | ------------------------------------------------------------------------------------ |
| 2003 | Pepsi CD - Pubblicato: gennaio 2003 - Formati: CD, download digitale                 |
| 2008 | Love in the Time of Cholera - Pubblicato: febbraio 2008 - Formato: download digitale |

## Singoli

### Come artista principale

#### Anni 1990-2000
| Anno                                                                          | Titolo                             | Classifiche | Classifiche | Classifiche | Classifiche | Classifiche | Classifiche | Classifiche | Classifiche | Classifiche | Classifiche | Classifiche | Classifiche | Classifiche | Certificazioni | Album di provenienza       |
| Anno                                                                          | Titolo                             | AUS         | CAN         | FRA         | GER         | IRL         | ITA         | NLD         | UK          | SPA         | USA         | USA Lat.    | SWE         | SWI         | Certificazioni | Album di provenienza       |
| ----------------------------------------------------------------------------- | ---------------------------------- | ----------- | ----------- | ----------- | ----------- | ----------- | ----------- | ----------- | ----------- | ----------- | ----------- | ----------- | ----------- | ----------- | --- | -------------------------- |
| 1991                                                                          | Magia                              | —           | —           | —           | —           | —           | —           | —           | —           | —           | —           | —           | —           | —           | | Magia                      |
| 1996                                                                          | Estoy aquí                         | —           | —           | —           | —           | —           | —           | —           | —           | 5           | —           | 2           | —           | —           | | Pies descalzos             |
| 1996                                                                          | Un poco de amor                    | —           | —           | —           | —           | —           | —           | —           | —           | —           | —           | —           | —           | —           | | Pies descalzos             |
| 1998                                                                          | Ciega, sordomuda                   | —           | —           | —           | —           | —           | —           | —           | —           | 7           | —           | 1           | —           | —           | | ¿Dónde están los ladrones? |
| 1999                                                                          | Ojos así                           | —           | —           | 15          | —           | —           | —           | 25          | —           | —           | —           | 22          | —           | 33          | | ¿Dónde están los ladrones? |
| 2000                                                                          | No creo                            | —           | —           | —           | —           | —           | —           | —           | —           | —           | —           | 9           | —           | —           | | ¿Dónde están los ladrones? |
| 2001                                                                          | Whenever, Wherever/Suerte          | 1           | 4           | 1           | 1           | 1           | 1           | 1           | 2           | 1           | 6           | 1           | 1           | 1           | - AUS: Platino (4) - CAN: Platino (4) - FRA: Platino - GER: Platino (3) - ITA: Oro - UK: Platino                                        | Laundry Service            |
| 2002                                                                          | Underneath Your Clothes            | 1           | 11          | 2           | 2           | 1           | 3           | 2           | 3           | 9           | 9           | —           | 3           | 2           | - AUS: Platino (2) - FRA: Oro - GER: Oro - UK: Oro                                                                                      | Laundry Service            |
| 2002                                                                          | Te dejo Madrid                     | —           | —           | —           | —           | —           | —           | —           | —           | 7           | —           | 45          | —           | —           | | Laundry Service            |
| 2002                                                                          | Objection (Tango)                  | 2           | —           | 10          | 19          | 12          | 6           | 5           | 17          | —           | 55          | 16          | 7           | 10          | - AUS: Platino - FRA: Oro | Laundry Service            |
| 2003                                                                          | Que me quedes tú                   | —           | —           | —           | —           | —           | —           | —           | —           | 10          | —           | 1           | —           | —           | | Laundry Service            |
| 2003                                                                          | The One                            | 16          | —           | —           | 39          | —           | 20          | 31          | —           | —           | —           | —           | —           | 17          | | Laundry Service            |
| 2003                                                                          | Poem to a Horse                    | —           | —           | —           | —           | —           | —           | —           | —           | —           | —           | —           | —           | —           | | Laundry Service            |
| 2005                                                                          | La tortura (feat. Alejandro Sanz)  | —           | 21          | 7           | 4           | —           | 3           | 2           | 34          | 1           | 23          | 1           | 6           | 2           | - CAN: Platino - GER: Oro - ITA: Oro - MEX: Oro - USA: Diamante                                                                         | Fijación oral vol. 1       |
| 2005                                                                          | No (feat. Gustavo Cerati)          | —           | 92          | —           | —           | —           | —           | —           | —           | 1           | —           | 11          | —           | —           | | Fijación oral vol. 1       |
| 2005                                                                          | Don't Bother                       | 30          | 9           | 24          | 7           | 13          | 8           | 15          | 9           | —           | 42          | —           | 28          | 8           | - USA: Oro | Oral Fixation Vol. 2       |
| 2005                                                                          | Día de enero                       | —           | —           | —           | —           | —           | —           | —           | —           | —           | —           | 29          | —           | —           | | Fijación oral vol. 1       |
| 2006                                                                          | Hips Don't Lie (feat. Wyclef Jean) | 1           | 2           | 1           | 1           | 1           | 1           | 1           | 1           | 1           | 1           | 1           | 45          | 1           | - AUS: Platino (6) - CAN: Diamante - FRA: Oro - GER: Platino - ITA: Platino (2) - MEX: Platino (5) - UK: Platino (4) - USA: Platino (4) | Oral Fixation Vol. 2       |
| 2006                                                                          | Illegal (con Carlos Santana)       | —           | —           | —           | 11          | 21          | 4           | 7           | 34          | —           | —           | —           | 47          | 10          | | Oral Fixation Vol. 2       |
| 2006                                                                          | La pared                           | —           | —           | —           | —           | —           | —           | —           | —           | 1           | —           | —           | —           | —           | | Fijación oral vol. 1       |
| 2007                                                                          | Las de la Intuición/Pure Intuition | —           | —           | —           | —           | —           | —           | 6           | —           | 1           | —           | 31          | —           | —           | - SPA: Platino (6) | Fijación oral vol. 1       |
| 2009                                                                          | She Wolf/Loba                      | 18          | 5           | 4           | 2           | 2           | 3           | 13          | 4           | 2           | 11          | 1           | 17          | 3           | - AUS: Oro - CAN: Platino (2) - ITA: Platino - MEX: Platino - SPA: Platino (2) - UK: Oro - USA: Platino                                 | She Wolf                   |
| 2009                                                                          | Did It Again/Lo hecho està hecho   | —           | —           | —           | 34          | 17          | 15          | —           | 26          | 12          | —           | 6           | 36          | 29          | - SPA: Oro | She Wolf                   |
| 2009                                                                          | Give It Up to Me (feat. Lil Wayne) | —           | 32          | —           | —           | —           | —           | —           | —           | —           | 29          | —           | —           | —           | - USA: Platino | She Wolf                   |
| "—" indica una pubblicazione non classificata o non pubblicata in quel Paese. |                                    |             |             |             |             |             |             |             |             |             |             |             |             |             | |                            |

#### Anni 2010-2020
| Anno                                                                          | Titolo                                                 | Classifiche | Classifiche | Classifiche | Classifiche | Classifiche | Classifiche | Classifiche | Classifiche | Classifiche | Classifiche | Classifiche | Certificazioni | Album di provenienza                        |
| Anno                                                                          | Titolo                                                 | USA         | USA Lat.    | CAN         | AUS         | UK          | FRA         | GER         | ITA         | SWI         | SPA         | MEX         | Certificazioni | Album di provenienza                        |
| ----------------------------------------------------------------------------- | ------------------------------------------------------ | ----------- | ----------- | ----------- | ----------- | ----------- | ----------- | ----------- | ----------- | ----------- | ----------- | ----------- | --- | ------------------------------------------- |
| 2010                                                                          | Gypsy/Gitana                                           | 65          | 6           | 80          | —           | —           | —           | 7           | 86          | 12          | 3           | 1           | - MEX: Platino - SPA: Platino | She Wolf                                    |
| 2010                                                                          | Waka Waka (This Time for Africa) (feat. Freshlyground) | 38          | 2           | 11          | 32          | 21          | 1           | 1           | 1           | 1           | 1           | 16          | - AUS: Oro - CAN: Platino (8) - GER: Oro (5) - ITA: Platino (6) - MEX: Platino (2) - SPA: Platino (6) - UK: Platino - USA: Platino | Listen Up!                                  |
| 2010                                                                          | Loca (feat. El Cata/Dizzee Rascal)                     | 32          | 1           | 36          | —           | —           | 2           | 6           | 1           | 1           | 1           | 2           | - ARG: Oro - CAN: Platino - GER: Oro - ITA: Platino (2) - MEX: Platino (2) - SPA: Platino (2)                                      | Sale el sol                                 |
| 2011                                                                          | Sale el sol                                            | —           | 10          | —           | —           | —           | —           | —           | —           | —           | 8           | 1           | - MEX: Oro - SPA: Oro - USA: Platino                                                                                               | Sale el sol                                 |
| 2011                                                                          | Rabiosa (feat. El Cata/Pitbull)                        | 10          | 8           | 44          | —           | —           | 6           | 26          | 6           | 3           | 1           | —           | - ITA: Platino - MEX: Platino (3) - SPA: Platino                                                                                   | Sale el sol                                 |
| 2011                                                                          | Antes de las seis                                      | —           | 8           | —           | —           | —           | —           | —           | —           | —           | —           | 14          | - MEX: Oro | Sale el sol                                 |
| 2012                                                                          | Addicted to You                                        | —           | 9           | —           | —           | —           | 15          | —           | 49          | 70          | 14          | 1           | - MEX: Platino (2) | Sale el sol                                 |
| 2014                                                                          | Can't Remember to Forget You (feat. Rihanna)           | 15          | 6           | 19          | 18          | 11          | 5           | 8           | 13          | 7           | 2           | 1           | - AUS: Platino - CAN: Platino (2) - GER: Oro - ITA: Platino - MEX: Platino - UK: Argento                                           | Shakira                                     |
| 2014                                                                          | Empire                                                 | 58          | —           | 92          | —           | 25          | 15          | —           | —           | —           | 29          | —           | - USA: Platino | Shakira                                     |
| 2014                                                                          | Dare (La La La)                                        | 53          | —           | 80          | —           | —           | 11          | 12          | 3           | 3           | 2           | 6           | - CAN: Platino - GER: Oro - ITA: Platino - MEX: Oro - USA: Platino                                                                 | Shakira                                     |
| 2016                                                                          | Try Everything                                         | 63          | —           | 49          | 57          | 186         | 43          | 54          | —           | 39          | 32          | —           | - UK: Platino - USA: Platino (2)                                                                                                   | Zootropolis Soundtrack                      |
| 2016                                                                          | La bicicleta (con Carlos Vives)                        | 95          | 2           | —           | —           | —           | 30          | —           | 75          | 54          | 1           | 1           | - CAN: Platino - FRA: Oro - ITA: Platino - MEX: Diamante - SPA: Platino (7) - USA: Diamante                                        | El Dorado                                   |
| 2016                                                                          | Chantaje (feat. Maluma)                                | 51          | 1           | 50          | —           | —           | 13          | 20          | 11          | 10          | 1           | 3           | - CAN: Platino - FRA: Diamante - GER: Oro - ITA: Platino (3) - MEX: Diamante - SPA: Platino (5) - UK: Argento - USA: Diamante      | El Dorado                                   |
| 2017                                                                          | Déjà vu (con Prince Royce)                             | —           | 4           | —           | —           | —           | 106         | —           | —           | 92          | 4           | —           | - CAN: Oro - ITA: Oro - MEX: Platino (2) - SPA: Platino - USA: Platino (9)                                                         | El Dorado                                   |
| 2017                                                                          | Me enamoré                                             | 83          | 4           | —           | —           | 85          | 13          | —           | —           | 32          | 3           | 4           | - CAN: Oro - FRA: Oro - ITA: Oro - MEX: Platino (4) - SPA: Platino (3)                                                             | El Dorado                                   |
| 2017                                                                          | Perro fiel (feat. Nicky Jam)                           | 100         | 6           | —           | —           | —           | 83          | —           | —           | 62          | 3           | 1           | - CAN: Oro - ITA: Oro - MEX: Diamante - SPA: Platino (3)                                                                           | El Dorado                                   |
| 2018                                                                          | Trap (feat. Maluma)                                    | —           | 17          | —           | —           | —           | —           | —           | —           | —           | —           | 25          | - MEX: Platino | El Dorado                                   |
| 2018                                                                          | Clandestino (con Maluma)                               | —           | 7           | —           | —           | —           | 79          | —           | 76          | 32          | 13          | 1           | - CAN: Oro - MEX: Platino (4) - SPA: Platino (2)                                                                                   | /                                           |
| 2020                                                                          | Me gusta (con Anuel AA)                                | —           | 6           | —           | —           | —           | —           | —           | 62          | 42          | 2           | 1           | - CAN: Platino - ITA: Oro - MEX: Platino (3) - SPA: Platino (3)                                                                    | /                                           |
| 2020                                                                          | Girl like Me (con i Black Eyed Peas)                   | 71          | —           | 67          | —           | 70          | 5           | —           | —           | 29          | 79          | 4           | - ITA: Platino - MEX: Platino - USA: Platino                                                                                       | Translation                                 |
| 2021                                                                          | Don't Wait Up                                          | —           | —           | —           | —           | —           | 45          | —           | —           | —           | —           | —           | - FRA: Oro | /                                           |
| 2022                                                                          | Te felicito (con Rauw Alejandro)                       | 67          | 10          | —           | —           | —           | 53          | —           | —           | 71          | 2           | 4           | - CAN: Oro - FRA: Oro - MEX: Diamante - SPA: Platino (6) - USA: Platino (24) (Latin)                                               | Las mujeres ya no lloran                    |
| 2022                                                                          | Don't You Worry (con i Black Eyed Peas e David Guetta) | —           | —           | 57          | —           | —           | 14          | 53          | 23          | 51          | 73          | —           | - FRA: Diamante - ITA: Platino (2) - SPA: Platino                                                                                  | Elevation                                   |
| 2022                                                                          | Monotonía (con Ozuna)                                  | 65          | 3           | —           | —           | —           | —           | —           | —           | 17          | 64          | —           | - CAN: Oro - ITA: Oro - MEX: Platino (2) + Oro - SPA: Platino (3) - USA: Diamante (Latin)                                          | Las mujeres ya no lloran                    |
| 2023                                                                          | Shakira: Bzrp Music Sessions Vol. 53 (con Bizarrap)    | 9           | 1           | 25          | —           | 31          | 20          | 26          | 1           | 2           | 1           | 1           | - FRA: Platino - ITA: Platino (3) - SPA: Platino (6) - USA: Oro                                                                    | Las mujeres ya no lloran                    |
| 2023                                                                          | TQG (con Karol G)                                      | 7           | 1           | 33          | —           | 88          | 30          | —           | 44          | 5           | 1           | 1           | - CAN: Platino - FRA: Oro - ITA: Oro - SPA: Platino (8) - SWI: Oro                                                                 | Mañana será bonito Las mujeres ya no lloran |
| 2023                                                                          | Acróstico                                              | 84          | —           | —           | —           | —           | —           | —           | —           | 41          | 1           | 10          | - MEX: Oro - SPA: Platino (2) - USA: Platino (4) (Latin)                                                                           | Las mujeres ya no lloran                    |
| 2023                                                                          | Copa vacía (con Manuel Turizo)                         | —           | 31          | —           | —           | —           | —           | —           | —           | 100         | 16          | —           | - SPA: Oro - USA: Platino (5) (Latin)                                                                                              | Las mujeres ya no lloran                    |
| 2023                                                                          | El jefe                                                | 55          | 4           | —           | —           | —           | —           | —           | —           | —           | 12          | 10          | - MEX: Platino (2) - SPA: Oro - USA: Platino (8) (Latin)                                                                           | Las mujeres ya no lloran                    |
| 2024                                                                          | Puntería (con Cardi B)                                 | 72          | 3           | —           | —           | —           | —           | —           | —           | 62          | 37          | —           | - MEX: Oro - SPA: Oro - USA: Platino (3) (Latin)                                                                                   | Las mujeres ya no lloran                    |
| 2024                                                                          | Entre paréntesis                                       | —           | 22          | —           | —           | —           | —           | —           | —           | —           | 4           | 25          | - MEX: Platino - USA: Platino (4) (Latin)                                                                                          | Las mujeres ya no lloran                    |
| 2024                                                                          | Soltera                                                | —           | 9           | —           | —           | —           | —           | —           | —           | —           | 4           | 25          | - MEX: Platino (3) - SPA: Platino (2) - USA: Platino (Latin)                                                                       | /                                           |
| "—" indica una pubblicazione non classificata o non pubblicata in quel Paese. |                                                        |             |             |             |             |             |             |             |             |             |             |             | |                                             |

### Come artista ospite
| Anno                                                                          | Titolo                                                     | Classifiche | Classifiche | Classifiche | Classifiche | Classifiche | Classifiche | Classifiche | Classifiche | Classifiche | Classifiche | Certificazioni                                                                                                  | Album di provenienza    |
| Anno                                                                          | Titolo                                                     | AUS         | CAN         | FRA         | GER         | ITA         | UK          | SPA         | USA         | USA Lat.    | SWI         | Certificazioni                                                                                                  | Album di provenienza    |
| ----------------------------------------------------------------------------- | ---------------------------------------------------------- | ----------- | ----------- | ----------- | ----------- | ----------- | ----------- | ----------- | ----------- | ----------- | ----------- | --- | ----------------------- |
| 2006                                                                          | Te lo agradezco, pero no (Alejandro Sanz feat. Shakira)    | —           | —           | —           | —           | —           | —           | 1           | —           | 1           | —           | | El tren de los momentos |
| 2007                                                                          | Beautiful Liar (Beyoncé feat. Shakira)                     | 5           | 22          | 1           | 1           | 1           | 1           | 1           | 3           | 1           | 1           | - AUS: Platino (2) - CAN: Platino - GER: Oro - ITA: Platino - SPA: Platino (3) - UK: Platino - USA: Platino (3) | B'Day                   |
| 2007                                                                          | Si tú no vuelves (Miguel Bosé con Shakira)                 | —           | —           | —           | —           | 20          | —           | —           | —           | —           | —           | | Papito                  |
| 2010                                                                          | Somos el mundo 25 por Haiti (tra gli Artisti per Haiti)    | —           | —           | —           | —           | —           | —           | 31          | —           | —           | —           | | /                       |
| 2010                                                                          | Ay Haiti (tra gli Artisti per Haiti)                       | —           | —           | —           | —           | —           | —           | 1           | —           | —           | —           | | /                       |
| 2010                                                                          | Gracias a la vida (tra gli Artisti per il Cile)            | —           | —           | —           | —           | —           | —           | —           | —           | —           | —           | | /                       |
| 2011                                                                          | Get It Started (Pitbull con Shakira)                       | 31          | 42          | 57          | 31          | 42          | 64          | 14          | 89          | 48          | 32          | - MEX: Oro | Global Warming          |
| 2015                                                                          | Mi verdad (Maná feat. Shakira)                             | —           | —           | —           | —           | —           | —           | 2           | —           | 1           | —           | - MEX: Oro - SPA: Platino (2)                                                                                   | Cama incendiada         |
| 2017                                                                          | Comme moi (Black M feat. Shakira)                          | —           | —           | 35          | —           | —           | —           | —           | —           | —           | —           | | Éternel insatisfait     |
| 2017                                                                          | Y, ¿Si fuera ella? (+ es +) (Alejandro Sanz feat. Shakira) | —           | —           | —           | —           | —           | —           | —           | —           | —           | —           | | + es +                  |
| "—" indica una pubblicazione non classificata o non pubblicata in quel Paese. |                                                            |             |             |             |             |             |             |             |             |             |             | |                         |

## Video musicali
| Anno              | Titolo                                                      | Regista/i                     |
| ----------------- | ----------------------------------------------------------- | ----------------------------- |
| 1995              | Estoy aquí (versione latinoamericana)                       | Simon Brand                   |
| 1995              | ¿Dónde estás corazón? (prima versione)                      | Oscar Azula & Julian Torres   |
| 1996              | Estoy aquí (versione europea)                               | Christophe Gstalder           |
| 1996              | ¿Dónde estás corazón? (seconda versione)                    | Gustavo Garzón                |
| 1997              | Pies descalzos, sueños blancos                              | Gustavo Garzón                |
| 1997              | Un poco de amor                                             | Gustavo Garzón                |
| 1997              | Se quiere, se mata                                          | Juan Carlos Martín            |
| 1998              | Ciega, sordomuda                                            | Gustavo Garzón                |
| 1998              | Tú                                                          | Emilio Estefan                |
| 1999              | Inevitable                                                  | Gustavo Garzón                |
| 1999              | Ojos así                                                    | Mark Kohr                     |
| 1999              | Moscas en la casa (Live)                                    | Milton Lage                   |
| 2000              | No creo                                                     | Gustavo Garzón                |
| 2001              | Whenever, Wherever/Suerte                                   | Francis Lawrence              |
| 2002              | Underneath Your Clothes                                     | Herb Ritts                    |
| 2002              | Te dejo Madrid                                              | W.I.Z.                        |
| 2002              | Objection (Tango)/Te aviso, te anuncio (Tango)              | Dave Meyers                   |
| 2003              | The One                                                     | Ramiro Agulla e Esteban Sapir |
| 2003              | Que me quedes tú                                            | Ramiro Agulla e Esteban Sapir |
| 2003              | Poem to a Horse (Live)                                      | Ramiro Agulla e Esteban Sapir |
| 2005              | La tortura/La tortura (Shaketon Video Remix)                | Michael Haussman              |
| 2005              | No                                                          | Jaume de Laiguana             |
| 2005              | Don't Bother/Don't Bother (Jrsnchz Video Remix)             | Jaume de Laiguana             |
| 2006              | Día de enero                                                | Jaume de Laiguana             |
| 2006              | Hips Don't Lie                                              | Sophie Muller                 |
| 2006              | Illegal                                                     | Jaume de Laiguana e Shakira   |
| 2006              | La pared                                                    | Jaume de Laiguana e Shakira   |
| 2007              | Las de la Intuición                                         | Jaume de Laiguana e Shakira   |
| 2008              | Hay amores                                                  | Vincent Passeri               |
| 2009              | She Wolf/Loba                                               | Jake Nava                     |
| 2009              | Did It Again/Lo hecho está hecho                            | Sophie Muller                 |
| 2009              | Give It Up to Me                                            | Sophie Muller                 |
| 2010              | Gypsy/Gitana                                                | Jaume de Laiguana             |
| 2010              | Waka Waka (This Time for Africa)/Waka Waka (Esto es África) | Marcus Raboy                  |
| 2010              | Loca (versione inglese e spagnola)                          | Jaume de Laiguana             |
| 2011              | Sale el sol                                                 | Jaume de Laiguana             |
| 2011              | Rabiosa                                                     | Jaume de Laiguana             |
| Altre apparizioni |                                                             |                               |
| 2006              | Te lo agradezco, pero no (Alejandro Sanz feat. Shakira)     | Jaume de Laiguana             |
| 2007              | Beautiful Liar (Beyoncé feat. Shakira)                      | Jake Nava                     |